# There & Back
There & Back è il terzo album discografico da solista del chitarrista britannico Jeff Beck, pubblicato nel 1980.

## Tracce
1. Star Cycle – 4:59 (musica: Jan Hammer)
2. Too Much to Lose – 2:59 (musica: Hammer)
3. You Never Know – 4:03 (musica: Hammer)
4. The Pump – 5:50 (musica: Tony Hymas, Simon Phillips)
5. El Becko – 4:01 (musica: Hymas, Phillips)
6. The Golden Road – 4:58 (musica: Hymas, Phillips)
7. Space Boogie – 5:10 (musica: Hymas, Phillips)
8. The Final Peace – 3:38 (musica: Jeff Beck, Hymas)

## Formazione
- Jeff Beck - chitarra
- Jan Hammer - tastiere, batteria
- Tony Hymas - tastiere
- Simon Phillips - batteria
- Mo Foster - basso